# Sematophyllum frullaniadelphus
Sematophyllum frullaniadelphus är en bladmossart som beskrevs av Brotherus 1925. Sematophyllum frullaniadelphus ingår i släktet Sematophyllum och familjen Sematophyllaceae. Inga underarter finns listade i Catalogue of Life.